# Iliri (Hrvati u Mađarskoj)
Iliri su jedna od skupina Hrvata u Mađarskoj.

## Zemljopisna distribucija
Živjeli su južno odnosno jugozapadno od Budimpešte (u prstenu oko Budimpešte. Na tom su području zabilježeni Hrvati pod imenom Ilira, ali i drugdje.
Zajednica u prstenu oko Budimpešte je danas nestala zbog asimilacije (mađarizacije) te se njihovi potomci izjašnjavaju Mađarima.
Žive u mjestima Erčin i Tukulja, a sebe nazivaju Bunjevcima.

## Povijest
Ostatak su prvih naselja bunjevačkih Hrvata u Mađarskoj, iz 1620. godine. Te je godine ugušena buna jednog bega iz Ličkog sandžaka. Nakon te bune je 10 tisuća osoba odselilo u Podunavlje. Dio njih je došao do Ostrogona, no mnogo su se kasnije preselili u Suboticu. Zato se kod tih Hrvata javljaju prezimena koja u korijenu nose toponim iz sjeverne Mađarske: Budimčević (Budim), Ostrogonac (Ostrogon), Tukuljac (Tukulja).